# Jos Van Den Abeele
Jos Paul Marie Van den Abeele (Zingem, 29 april 1912 - Edelare, 15 juli 1991) was een Belgisch postmodern kunstschilder en graficus.
Hij was illustrator van verschillende boeken die uitgegeven werden door Drukkerij-Uitgeverij Sanderus, waar hij beroepshalve werkte als zetter, maar vooral als grafisch vormgever en ontwerper van affiches en etiketten.   
Zijn bijnaam was "Bino Van Den Abeele",  waarschijnlijk naar de bekende schilder Albijn Van Den Abeele, met wie er voor het overige geen verwantschap is. 
De werken van Jos Van Den Abeele worden op internetsites dikwijls verward met die van Albijn Van Den Abeele, niettegenstaande de signatuur duidelijk verschillend is.   
Jos Van Den Abeele studeerde aan de Koninklijke academie voor teken- ,schilder- en bouwkunst te Oudenaarde. Hij studeerde ook kunstgeschiedenis en stijlstudie te Doornik en Gent.
Hij is vooral bekend voor zijn landschappen in de Vlaamse Ardennen.  Hij maakte ook kleurrijke portretten.  Zijn afbeeldingen van monsters, kwelduivels en heersers, dikwijls in een decor van de Vlaamse Ardennen, laten een totaal andere kunstenaar zien, speels en met een bizarre fantasie, ver weg van het postmodern realisme van zijn landschappen.  
Zijn werken werden tentoongesteld in verschillende Belgische en buitenlandse steden o. a. Oudenaarde, Gent, Antwerpen, Brussel, Parijs, Frankfurt, Keulen, Madrid.
Hij woonde vanaf 1941, met zijn echtgenote Elizabeth Leona De Smet (Edelare, 18 juli 1916 - Oudenaarde, 29 juli 2014), op de Edelareberg in Oudenaarde.
In 2000 werd de website "World of Binus" gelanceerd, waarbij op een ludieke wijze  met de kunstenaar en zijn werken kennis kan worden gemaakt. In 2012 werd in het MOU Museum in Oudenaarde een huldetentoonstelling  voor Jos Van Den Abeele georganiseerd.